# Viking (Minnesota)
Viking es una ciudad ubicada en el condado de Marshall en el estado estadounidense de Minnesota. En el Censo de 2010 tenía una población de 104 habitantes y una densidad poblacional de 78,58 personas por km².

## Geografía
Viking se encuentra ubicada en las coordenadas 48°13′6″N 96°24′24″O / 48.21833, -96.40667. Según la Oficina del Censo de los Estados Unidos, Viking tiene una superficie total de 1.32 km², de la cual 1.32 km² corresponden a tierra firme y (0%) 0 km² es agua.

## Demografía
Según el censo de 2010, había 104 personas residiendo en Viking. La densidad de población era de 78,58 hab./km². De los 104 habitantes, Viking estaba compuesto por el 96.15% blancos, el 0% eran afroamericanos, el 0% eran amerindios, el 0% eran asiáticos, el 0% eran isleños del Pacífico, el 0% eran de otras razas y el 3.85% pertenecían a dos o más razas. Del total de la población el 1.92% eran hispanos o latinos de cualquier raza.